# Mambiloide Sprachen
Die mambiloiden Sprachen (kurz Mambiloid) bilden eine Untereinheit der nördlichen bantoiden Sprachen, eines Zweiges der Benue-Kongo-Sprachen, die ihrerseits zum Niger-Kongo gehören.
Die 12 mambiloiden Sprachen werden von etwa 250.000 Menschen in Ost-Nigeria und West-Kamerun gesprochen. Die bedeutendste Sprache ist das Mambila mit 130.000 Sprechern.
Klassifikation des Mambiloid innerhalb des Niger-Kongo
- Niger-Kongo > Volta-Kongo > Benue-Kongo > Ost-Benue-Kongo > Bantoid-Cross > Bantoid > Nord-Bantoid > Mambiloid

Klassifikation der mambiloiden Sprachen nach Hedinger 1989
- Mambiloid
  - Mambila-Konja
    - Mambila (130 Tsd. Sprecher; 100 Tsd. in Nigeria, 30 Tsd. in Kamerun)
    - Konja: Kwanja (Konja) (20 Tsd.), Twendi (fast †)
    - Kamkam: Kamkam (Mbongno) (3 Tsd.), Mwanip (100), Somyewe (fast †), Ndunda (300–400)
    - Njerep fast †

  - Ndoro
    - Ndoola (Ndoro) (60 Tsd.)

  - Suga-Vute
    - Suga (10 Tsd.), Vute (20 Tsd.), Wawa (3 Tsd.)